# تود لا توري
تود لا توري (بالإنجليزية: Todd La Torre)‏ هو مغني وطبال أمريكي، ولد في 19 فبراير 1974 في سانت بيترسبرغ في الولايات المتحدة.

## وصلات خارجية
- تود لا توري على موقع ميوزك برينز (الإنجليزية)
- تود لا توري على موقع أول ميوزيك (الإنجليزية)
- تود لا توري على موقع أول ميوزيك (الإنجليزية)
- تود لا توري على موقع ديسكوغز (الإنجليزية)
- تود لا توري على موقع ديسكوغز (الإنجليزية)